# Pałac w Osieku Grodkowskim
Pałac w Osieku Grodkowskim – zabytkowy pałac w miejscowości Osiek Grodkowski.
Murowany, piętrowy pałac zbudowany jest na planie prostokąta. Składa się z czterech skrzydeł, otaczających niewielki, prostokątny dziedziniec-studnię. Każde ze skrzydeł nakryte jest wysokim dachem dwuspadowym z lukarnami. Od frontu centralnie portyk z arkadą i głównym wejściem, do którego prowadzą schody. Portyk zwieńczony naczółkiem i tarasem (balkonem).
W latach 1877–1883 na zlecenie Kurta von Ohlena und Adlerskrona na podstawie projektu Alexisa Langera pałac w Osieku przebudowano, dobudowując neogotycki krużganek wokół wewnętrznego dziedzińca i zmieniając wystrój niektórych pomieszczeń
Pałac jest częścią zespołu pałacowo-folwarcznego z XVIII-XIX w., w skład którego wchodzą jeszcze:

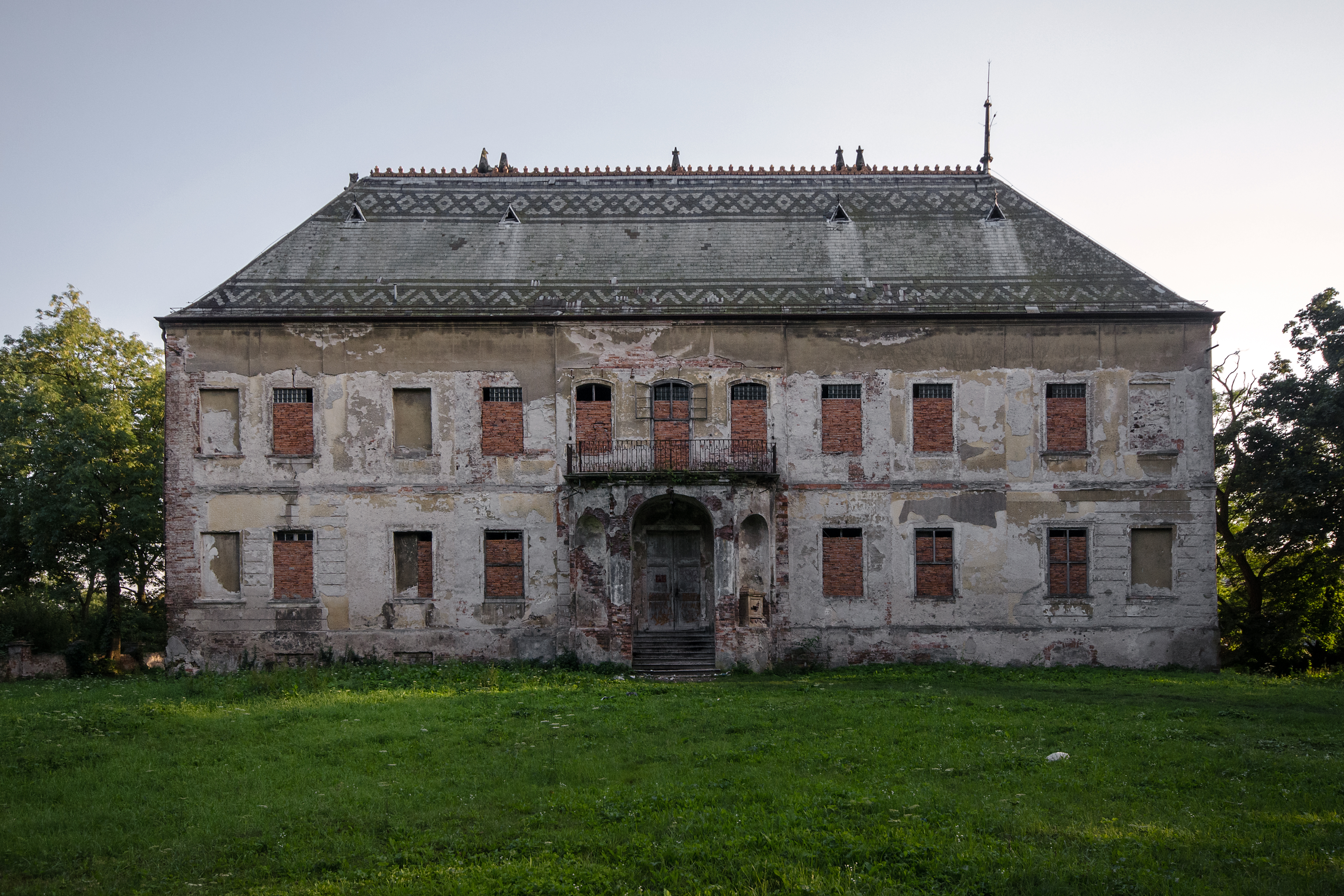
Pałac (2013)

- dwie oficyny
- ujeżdżalnia
- dom mieszkalny
- obory
- stajnie
- park[3].

- Pałac (2013)